# Bamhangaon
Bamhangaon fou un estat tributari protegit a l'Índia, del tipus zamindari al districte de Balaghat, tahsil de Burha, avui a Madhya Pradesh i sota domini britànic a les Províncies Centrals. Tenia una superfície d'uns 21 km² i el formaven 5 pobles.
La població el 1881 era de 1.728 habitants.